# Afrixalus knysnae
Afrixalus knysnae es una especie de anfibios de la familia Hyperoliidae.
Es endémica de Sudáfrica.
Su hábitat natural incluye bosques templados, arbustos de tipo mediterráneo, marismas de agua dulce, corrientes intermitentes de agua dulce, tierra arable, áreas de almacenamiento de agua y estanques.
Está amenazada de extinción por la pérdida de su hábitat natural.